# Іспанія на пісенному конкурсі Євробачення 2022
Іспанія брала участь у Євробаченні 2022 року в Турині, Італія, з піснею «SloMo», яку виконувала співачка Шанель. Іспанська телекомпанія RTVE організувала Benidorm Fest 2022 у якості національного відбору на конкурс.
Як член «Великої п'ятірки», Іспанія автоматично потрапила до фіналу. Шанель виступила в першій половині фіналу під десятим номером і посіла третє місце з 459 балами.

## Передісторія
До конкурсу 2022 року Іспанія брала участь у «Пісенному конкурсі Євробачення» шістдесят разів зі своєї першої участі в 1961 році. Країна вигравала конкурс двічі: у 1968 році з піснею "La, la, la» у виконанні Массіель та в 1969 році з піснею «Vivo cantando» у виконанні Саломе, остання була одним з чотирьох переможців конкурсу, разом з Францією, Нідерландами та Великою Британією. Іспанія також чотири рази фінішувала другою: в 1971, 1973, 1979 та 1995 році. У попередньому 2021 році Іспанія посіла двадцять четверте місце з піснею «Voy a quedarme» у виконанні Бласа Канто.

## Перед Євробаченням

### Benidorm Fest 2022
Benidorm Fest 2022 був пісенним фестивалем, організованим RTVE, який відбувся в Palau Municipal d'Esports l'Illa de Benidorm у Бенідормі, Валенсія, ведучими якого були Аляска, Інес Ернанд та Максимо Уерта. Тринадцять (спочатку чотирнадцять) виконавців і пісень змагалися в трьох шоу: двох півфіналах 26 і 27 січня 2022 року та у фінал 29 січня 2022 року.

#### Формат
Півфінали транслювалися два вечори поспіль, а саме 26 та 27 січня. У першому півфіналі змагалися 6 пісень (хоча мало бути 7), а у другому 7, при чому в кожному з них по 4 пісні потрапляють до фіналу. Система голосування була 50/50 між журі та глядачами. Пісня, яка отримувала найбільше всього  балів — отримує право представляти Іспанію на пісенному конкурсі «Євробачення 2022».

#### Конкурсанти
29 вересня 2021 року RTVE відкрила місячний період (пізніше продовжений до 10 листопада) для артистів, авторів і композиторів, щоб надіслати свої заявки до компанії, тоді як сама телекомпанія відіслала пряме запрошення до відомих співаків і авторів з поточної іспанської музичної сцени. На прес-конференції, що відбулася 22 листопада 2021 року, голова іспанської делегації Єва Мора заявила, що через онлайн-форму було отримано 692 заявки, і 194 пісні були подані виконавцями, запрошеними безпосередньо RTVE, тобто 886 заявок загалом. Чотирнадцять конкурсантів було оголошено 10 грудня 2021 року, тоді як прем'єра пісень-конкурсантів відбулася 21 грудня 2021 року. Серед конкурсантів були Azúcar Moreno — учасники пісенного конкурсу Євробачення 1990, які представляли країну з піснею «Bandido». 23 січня 2022 року було оголошено, що Луна Кі відмовилася від участі через поєднання особистих проблем і неможливості використовувати Auto-Tune згідно за правилами Євробачення.
| Виконавець        | Пісня                | Переклад                | Мова                  | Автори пісні                                                                                  |
| ----------------- | -------------------- | ----------------------- | --------------------- | --------------------------------------------------------------------------------------------- |
| Бланка Палома     | Secreto de agua      | Секрет води             | Іспанська             | Бланка Палома, Ентон Серратс, Томас Віргос, Пабло Серрано                                     |
| Гонсало Ерміда    | Quén lo diría        | Хто б сказав            | Іспанська             | Гонсало Ерміда, Девид Сантістебан                                                             |
| Марта Санго       | Sigues en me mente   | Ти все ще в моїх думках | Іспанська             | Марта Санго, Марко Фріас, Мане Лопес                                                          |
| Райден            | Calle de la llorería | Вулиця, що плаче        | Іспанська             | Девід Мартінес Альварес, Франсуа Ле Гофік                                                     |
| Рігоберта Бандіні | Ay mamá              | Ай мама                 | Іспанська             | Паула Рібо Гонсалес, Естебан Наварро Дордал, Стефано Маккарроне                               |
| Сара Деоп         | Make You Say         | Мушу тебе казати        | Іспанська, англійська | Лерой Санчес, Каміль Перселл, Лінус Нордстром, Френк Нобель                                   |
| Хав'єра Мена      | Culpa                | Несправність            | Іспанська             | Хав'єра Мена                                                                                  |
| Шанель            | SloMo                | СлоМо                   | Іспанська, англійська | Лерой Санчес, Кейт Гарріс, Ібере Фортес, Меггі Сабо, Ар'єн Тонен                              |
| Azúcar Moreno     | Postureo             | Позування               | Іспанська             | Мігель Лінде, Альберто Лоріте, Девід Парехо                                                   |
| Tanxugueiras      | Terra                | Земля                   | Галісійська           | Олая Манейро Аргібай, Сабела Манейро Аргібай, Аїда Тарріо Торрадо, Яго Піко Фрейре            |
| Unique            | Mejores              | Верхній                 | Іспанська             | Марко Деттоні, Ману Чалуд, Армандо Валенсуела, Карлос Альмасан, Хав'єр Лопес, Рауль Мадроньял |
| Varry Brava       | Raffaella            | Рафаелла                | Іспанська             | Оскар Феррер, Аарон Саес, Вісенте Ільєскас                                                    |
| Xeinn             | Eco                  | Ехо                     | Іспанська, англійська | Карлос Марко, Джиммі Янссон, Маркус Вінтер-Джон, Томас Джісон                                 |

#### Півфінали
Умовні позначення
     Пройшла
Півфінал 1
| № | Виконавець    | Пісня           | Переклад    | Бали журі (експертного + народного) | Бали телеголосування | Всього | Місце |
| - | ------------- | --------------- | ----------- | ----------------------------------- | -------------------- | ------ | ----- |
| 2 | Varry Brava   | Raffaella       | Рафаелла    | 54                                  | 20                   | 74     | 4     |
| 3 | Azúcar Moreno | Postureo        | Позування   | 57                                  | 12                   | 69     | 5     |
| 4 | Бланка Палома | Secreto de agua | Секрет води | 61                                  | 18                   | 79     | 3     |
| 5 | Unique        | Mejores         | Верхній     | 40                                  | 15                   | 55     | 6     |
| 6 | Tanxugueiras  | Terra           | Земля       | 63                                  | 30                   | 93     | 2     |
| 7 | Шанель        | SloMo           | СлоМо       | 85                                  | 25                   | 110    | 1     |

Півфінал 2
| № | Виконавець        | Пісня                | Переклад                | Бали журі (експертного + народного) | Бали телеголосування | Всього | Місце |
| - | ----------------- | -------------------- | ----------------------- | ----------------------------------- | -------------------- | ------ | ----- |
| 1 | Xeinn             | Eco                  | Ехо                     | 61                                  | 20                   | 81     | 3     |
| 2 | Марта Санго       | Sigues en me mente   | Ти все ще в моїх думках | 48                                  | 15                   | 63     | 5     |
| 3 | Хав'єра Мена      | Culpa                | Несправність            | 38                                  | 12                   | 50     | 6     |
| 4 | Гонсало Ерміда    | Quén lo diría        | Хто б сказав            | 58                                  | 18                   | 76     | 4     |
| 5 | Рігоберта Бандіні | Ay mamá              | Ай мама                 | 81                                  | 30                   | 111    | 1     |
| 6 | Райден            | Calle de la llorería | Вулиця, що плаче        | 65                                  | 25                   | 90     | 2     |
| 7 | Сара Деоп         | Make You Say         | Мушу тебе казати        | 39                                  | 10                   | 49     | 7     |

#### Фінал
Умовні позначення
     Переможець
     Друге місце
     Третє місце
| № | Виконавець        | Пісня                | Переклад         | Бали експертного журі | Народне журі | Народне журі | Телеголосування | Телеголосування | Всього | Місце |
| № | Виконавець        | Пісня                | Переклад         | Бали експертного журі | Відсоток     | Бали         | Відсоток        | Бали            | Всього | Місце |
| - | ----------------- | -------------------- | ---------------- | --------------------- | ------------ | ------------ | --------------- | --------------- | ------ | ----- |
| 1 | Райден            | Calle de la llorería | Вулиця, що плаче | 37                    | 12.17 %      | 15           | 2.12 %          | 15              | 67     | 4     |
| 2 | Tanxugueiras      | Terra                | Земля            | 30                    | 14.59 %      | 30           | 70.75 %         | 30              | 90     | 3     |
| 3 | Varry Brava       | Raffaella            | Рафаелла         | 25                    | 11.39 %      | 12           | 2.26 %          | 18              | 55     | 6     |
| 4 | Шанель            | SloMo                | СлоМо            | 51                    | 13.88 %      | 25           | 3.97 %          | 20              | 96     | 1     |
| 5 | Рігоберта Бандіні | Ay mamá              | Ай мама          | 46                    | 13.52 %      | 20           | 18.08 %         | 25              | 91     | 2     |
| 6 | Xeinn             | Eco                  | Ехо              | 30                    | 10.92 %      | 5            | 1.01 %          | 10              | 45     | 7     |
| 7 | Гонсало Ерміда    | Quén lo diría        | Хто б сказав     | 12                    | 12.62 %      | 18           | 0.76 %          | 5               | 35     | 8     |
| 8 | Бланка Палома     | Secreto de agua      | Секрет води      | 39                    | 10.92 %      | 10           | 1.04 %          | 12              | 61     | 5     |

#### Скандали
Після відбору, виникли звинувачення у фаворитизмі по відношенню до Шанель, яка перемогла на конкурсі і мала відправитись на Євробачення 2022. Одна з членів народного журі, Міріам Бенедітед, раніше працювала з Шанель як хореограф, що призвело також до звинувачень у кронізмі, оскільки Шанель отримала максимальну кількість балів від журі. Крім того, іспанські глядачі висловили розчарування форматом голосування, коли виявилося, що гурт Tanxugueiras, який посів третє місце, виграв публічне голосування з 70,75 %(30 балів), тоді як переможниця Шанель отримала лише 3,97 %(20 балів). Голоси глядачів становили лише 25 % від загальної кількості балів, голоси народного журі становлять теж 25 %, а голоси професійного журі — 50 %. RTVE випустило заяву, в якій було визнано незадоволення глядачів вибором, а також було пообіцяно розпочати діалог щодо покращення майбутніх випусків Benidorm Fest, але також вони стверджували, що вони підтримають Chanel як представника Іспанії. Рігоберта Бандіні і Tanxugueiras, які посіли друге і третє місця відповідно, висловили свою підтримку Chanel і закликали шанувальників прийняти її, як представника Іспанії на пісенному конкурсі Євробачення 2022.

### Просування пісні SloMo
Прем'єра кліпу на пісню «SloMo» відбулася на офіційному YouTube-каналі пісенного конкурсу Євробачення 15 березня 2022 року. Перед конкурсом Шанель виступала по всій Європі для спеціального рекламування пісні «SloMo» як іспанську заявку на Євробачення. Вона вперше виступила на вечірці Євробачення в Барселоні, яка відбулася 26 березня 2022 року в Sala Apolo, а пізніше виступила на вечірці в Лондоні, яка відбулася 3 квітня 2022 року в лондонському готелі Hard Rock Hotel. Також співачка виступала на концерті на арені AFAS Live в Амстердамі 9 квітня 2022 року та PrePartyES, яка відбулася в Мадриді, в залі La Riviera 16 квітня 2022 року.

### Відправка доТурину
27 квітня RTVE підготували церемонію прощання перед відлітом делегації Іспанії на конкурсі до Турину. Церемонія була організована в залі Cines Callao, що в Мадриді. На заході Шанель поділилася останніми думками перед поїздкою до Турину з шанувальниками та журналістами. До співачки приєдналася голова іспанської делегації Єва Мора, прес-секретар іспанського журі Євробачення 2022 Ньєвес Альварес, іспанська коментаторка Євробачення Джулія Варела та Тоні Агілар.

## На Євробаченні
Так, як Іспанія є однією з країн-членів «Великої п'ятірки» (Велика Британія, Іспанія, Італія, Німеччина та Франція), країна автоматично кваліфікувалася до фіналу. Однак, Іспанія мала транслювати всі півфінали та голосувати в одному з півфіналів, а саме у другому. Це було вирішено шляхом жеребкування, проведеного 25 січня 2022 року.
Всі шоу транслювалися на телеканалі La 1. Фінал також транслювався на Radio Nacional.

### Голосування
Під час голосування кожна країна присуджувала два набори балів від 1 до 8, 10 і 12: один від професійного журі та інший від телеголосування. Журі кожної країни складалося з п'яти професіоналів музичної індустрії, які є громадянами країни, яку вони представляють, із представниками різної статі та віку. Судді оцінюють кожну заявку на основі виступів під час другої генеральної репетиції кожного шоу, яка відбувається ввечері перед кожним живим шоу, за набором критеріїв, включаючи: вокальний потенціал; сценічний виступ; композиція та оригінальність пісні; і загальне враження від заявки. Іспанія голосувала у 2 півфіналі та фіналі.
Нижче наведено бали віддані Іспанією та віддані країні.

#### Бали, віддані Іспанією
Півфінал 2
| Країна          | Країна      | Бали |
| Телеголосування | Журі        | Бали |
| --------------- | ----------- | ---- |
| Румунія         | Азербайджан | 12   |
| Чехія           | Австралія   | 10   |
| Швеція          | Бельгія     | 8    |
| Ірландія        | Польща      | 7    |
| Фінляндія       | Швеція      | 6    |
| Сербія          | Сербія      | 5    |
| Польща          | Румунія     | 4    |
| Сан-Марино      | Ізраїль     | 3    |
| Естонія         | Фінляндія   | 2    |
| Кіпр            | Чорногорія  | 1    |

Фінал
| Країна          | Країна          | Бали |
| Телеголосування | Журі            | Бали |
| --------------- | --------------- | ---- |
| Україна         | Азербайджан     | 12   |
| Румунія         | Італія          | 10   |
| Велика Британія | Австралія       | 8    |
| Молдова         | Швеція          | 7    |
| Швеція          | Сербія          | 6    |
| Італія          | Бельгія         | 5    |
| Португалія      | Румунія         | 4    |
| Норвегія        | Велика Британія | 3    |
| Сербія          | Греція          | 2    |
| Польща          | Швейцарія       | 1    |

### Бали, віддані Іспанії (фінал)
| Бали | Країна                                                      | Країна                                                                             |
| Бали | Телеголосування                                             | Журі                                                                               |
| ---- | ----------------------------------------------------------- | ---------------------------------------------------------------------------------- |
| 12   | Греція                                                      | Австралія Вірменія Ірландія Мальта Північна Македонія Португалія Сан-Марино Швеція |
| 10   | Азербайджан Північна Македонія Португалія Сан-Марино Сербія | Бельгія Велика Британія                                                            |
| 8    | Болгарія Вірменія Ізраїль Кіпр Молдова Румунія Чорногорія   | Болгарія Німеччина Чорногорія Швейцарія                                            |
| 7    | Албанія Мальта Нідерланди Франція Хорватія                  | Норвегія Чехія                                                                     |
| 6    | Австралія Бельгія Грузія Литва Польща Чехія Швейцарія       | Кіпр Хорватія                                                                      |
| 5    | Велика Британія Ірландія                                    | Азербайджан Албанія Греція Грузія Литва Нідерланди Франція                         |
| 4    | Латвія Словенія                                             | Данія Сербія                                                                       |
| 3    | Ісландія Фінляндія                                          | Ізраїль Ісландія Молдова                                                           |
| 2    | Німеччина Швеція                                            | Австрія                                                                            |
| 1    | Австрія Данія Естонія Норвегія Україна                      | Польща Румунія Словенія                                                            |

## Після Євробачення
Довгоочікуваний успіх Іспанії на пісенному конкурсі Євробачення 2022 був зустрінутий з ентузіазмом у всій країні. Віце-прем'єр-міністри Надя Кальвіньо та Йоланда Діас, лідер опозиційної партії Альберто Нуньєс Фейхоо та інші привітали Шанель з її результатом на конкурсі. 15 травня, наступного дня після фіналу, на площі Плаза Майор у Мадриді було організовано урочистий прийом для Шанель, де її зустріла заповнена площа. 17 травня Шанель отримала вітальний лист від короля Іспанії Філіпа VI та королеви Летиції.